# Episodi di Formula 1: Drive to Survive (prima stagione)
La prima stagione della serie televisiva Formula 1: Drive to Survive è stata distribuita su Netflix l'8 marzo 2019.
| nº | Titolo originale    | Titolo italiano         | Distribuzione USA | Distribuzione Italia |
| -- | ------------------- | ----------------------- | ----------------- | -------------------- |
| 1  | All to Play For     | Tutto in gioco          | 8 marzo 2019      | 8 marzo 2019         |
| 2  | The King of Spain   | Il re di Spagna         | 8 marzo 2019      | 8 marzo 2019         |
| 3  | Redemption          | Redenzione              | 8 marzo 2019      | 8 marzo 2019         |
| 4  | The Art of War      | L'arte della guerra     | 8 marzo 2019      | 8 marzo 2019         |
| 5  | Trouble at the Top  | Problemi ai vertici     | 8 marzo 2019      | 8 marzo 2019         |
| 6  | All or Nothing      | Tutto o niente          | 8 marzo 2019      | 8 marzo 2019         |
| 7  | Keeping Your Head   | Senza perdere la testa  | 8 marzo 2019      | 8 marzo 2019         |
| 8  | The Next Generation | La prossima generazione | 8 marzo 2019      | 8 marzo 2019         |
| 9  | Stars and Stripes   | Stelle e strisce        | 8 marzo 2019      | 8 marzo 2019         |
| 10 | Crossing the Line   | Tagliare il traguardo   | 8 marzo 2019      | 8 marzo 2019         |

## Tutto in gioco
- Titolo originale: All to Play For

### Trama
Ripercorrendo le vicende delle passate stagioni, l'episodio racconta il Gran Premio d'Australia, con cui si apre la stagione 2018 di Formula 1. Da un lato, il pilota Red Bull Daniel Ricciardo, motivato dal supporto della propria famiglia, insegue il sogno di diventare il primo australiano a vincere nel Gran Premio di casa nella storia del torneo, dall'altro Günther Steiner insegue la possibilità di far emergere la scuderia di cui è team principal, la Haas. Le speranze di quest'ultimo si accendono grazie alle buone qualifiche dei piloti Romain Grosjean e Kevin Magnussen: in gara, tuttavia, il loro precoce ritiro a causa di pneumatici montati maldestramente sulle monoposto scatena rabbia e frustrazione nell'eccentrico team manager, ormai privato di ogni velleità di punti nel primo weekend stagionale. Ricciardo e la sua famiglia devono invece accontentarsi di un quarto posto del pilota, che non riesce ad agguantare il ferrarista Kimi Räikkönen.

## Il re di Spagna
- Titolo originale: The King of Spain

### Trama
Il giovane Carlos Sainz Jr. è chiamato a dare dimostrazioni di abilità al Gran Premio d'Azerbaigian, dopo i brucianti commenti ricevuti dal proprio idolo di sempre, il pilota Fernando Alonso, ora suo diretto rivale in quanto a bordo della McLaren. Tuttavia, a Baku è l'asturiano a doversi rimboccare le maniche, a causa di una doppia foratura e ad un danno all'alettone che lo forzano ad un pit stop già al primo giro. Una violenta collisione tra le due Red Bull ed altri due incidenti consentono a Sainz di arrivare quinto, mentre Alonso completa la propria rimonta in settima posizione. In vista dell'atteso Gran Premio di Spagna, il giovane spagnolo cerca conforto nel clima di famiglia, supportato sia dal cugino manager Carlos Oñoro sia dal padre Carlos Sainz, dal cui cono d'ombra il pilota tenta di emergere. A Montmeló, Sainz non si arrende di fronte alla perdita di carburante che la sua monoposto comincia a soffrire nei giri conclusivi, e protegge la settima posizione dagli agguati di Alonso, che chiude ottavo. Alla gioia del team Renault si contrappone l'amara delusione di Zak Brown, sempre più conscio dei limiti della McLaren.

## Redenzione
- Titolo originale: Redemption

### Trama
Insoddisfatto della centralità dell'agguerrito Max Verstappen nei progetti della scuderia, Ricciardo comincia a valutare l'ipotesi di un addio alla Red Bull, e dal canto suo il pragmatico team principal Christian Horner dimostra di non temere una simile soluzione. Intanto, in casa Williams proseguono i lavori di ricostruzione della storica scuderia, guidata da Claire Williams e supportata finanziariamente dal magnate Lawrence Stroll. Il prestigioso Gran Premio di Monaco si fa sin da subito ostico per Verstappen, costretto a partire da fanalino di coda dopo un incidente nelle prove libere, e per Lance Stroll, frustrato per i limiti della sua Williams. Ricciardo, in pole position, intende prendersi una rivincita dal deludente secondo posto di due anni prima: negli ultimi giri, un problema alla MGU-K fa riaffiorare i fantasmi del passato in Ricciardo, che sfrutta tuttavia un bloccaggio ai danni dell'inseguitore Sebastian Vettel per chiudere la gara in prima posizione in sicurezza. I festeggiamenti in suo onore inducono Ricciardo a rassicurarsi sulla possibilità di cambiare aria nella futura stagione, mentre Verstappen continua a covare il suo desiderio di rivalsa per la cattiva prestazione. Ancora una volta, però, la Williams delude, e Lawrence Stroll comincia a guardarsi pericolosamente attorno.

## L'arte della guerra
- Titolo originale: The Art of War

### Trama
I rapporti tra Horner e Cyril Abiteboul, team manager di Renault, sono sempre più tesi, a causa delle continue cattive prestazioni del motore Renault di cui la Red Bull si rifornisce da ormai dodici anni: Abiteboul, tuttavia, non intende dar corda alle pretese di Horner. Ricciardo, confidandosi col proprio coach, si dimostra riluttante all'idea di accettare il rinnovo contrattuale con Red Bull. Dopo i ritiri di Hülkenberg e di Ricciardo al Gran Premio d'Austria, Horner annuncia la conclusione dell'accordo tecnico-commerciale tra Red Bull e Renault, esprimendo la volontà di passare ai motori Honda. Per Abiteboul, la scelta di Horner rappresenta una perdita di milioni di dollari, oltre che un cocente smacco. Un'ulteriore svolta avviene dopo il Gran Premio d'Ungheria: la Renault annuncia l'ingaggio di Ricciardo per le due stagioni seguenti, con sorpresa sia di Horner sia di Sainz, che deve così dire addio al proprio team, chiusesi le possibilità di un rinnovo con i francesi.

## Problemi ai vertici
- Titolo originale: Trouble at the Top

### Trama
La McLaren è sempre più affossata, complici le dimissioni del direttore sportivo Éric Boullier e le forti ingerenze di Alonso, che dà un'immagine debole della scuderia ai media, mentre la contendente Force India, guidata dal magnate Vijay Mallya incanala risultati positivi uno dopo l'altro. Il Gran Premio di Gran Bretagna 2018 è cruciale per tutti, sia in pista che fuori: Mallya teme infatti che scatti l'estradizione a suo carico, essendo da ormai due anni in fuga da un mandato d'arresto per riciclaggio di denaro sentenziato dalla giustizia indiana. A temere il suo addio è il pilota Esteban Ocon, l'unico di origini umili, che sogna di diventare campione per ripagare i propri genitori di tutti gli sforzi fatti per farlo gareggiare ai massimi livelli. A Silverstone la gara impazza sin da subito, con numerosi incidenti e ritiri, ed Alonso mostra il proprio temperamento focoso nei continui duelli con la Haas di Magnussen. Ocon termina la gara settimo, mentre Alonso deve ancora accontentarsi di una bassa posizione. Per Mallya, tuttavia, il buon risultato ha poco peso: nelle tre settimane seguenti, un'udienza a Londra porta la Force India all'amministrazione controllata, mentre Mallya deve definitivamente lasciare il paese.

## Tutto o niente
- Titolo originale: All or Nothing

### Trama
Esteban Ocon e Sergio Pérez, i due piloti della Force India, ora divenuta Racing Point dopo l'operazione di salvataggio guidata da Lawrence Stroll, temono per il proprio posto a causa del più che probabile arrivo di Lance Stroll nella scuderia a partire dalla stagione seguente. Il francese teme di essere sacrificato in quanto privo di sponsor, a differenza di Pérez, che può invece contare sul miliardario Carlos Slim. L'incertezza sul futuro alimenta le tensioni tra i due, nate già nel 2017: frustrato per essere stato scalzato da Ocon dal podio delle qualifiche del Gran Premio del Belgio, in occasione del Gran Premio di Singapore Pérez manda a monte la gara di entrambi, non riuscendo a gestire le proprie paranoie. Alla tappa a Città del Messico, dove Pérez è accolto calorosamente dal pubblico, Ocon comprende l'importanza di avere uno sponsor alle proprie spalle. A nulla, infatti, servono le parole del campione Lewis Hamilton, né la sua rimonta dalla ventesima all'undicesima posizione (contrapposta al ritiro del compagno di squadra): a fine anno, Ocon viene sacrificato, e resta senza un posto per la stagione seguente.

## Senza perdere la testa
- Titolo originale: Keeping Your Head

### Trama
Fortemente segnato dal brutto incidente causato al via del Gran Premio del Belgio 2012, che lo ha costretto ad una lunga riabilitazione psicologica, Grosjean cerca il riscatto personale al Gran Premio di Francia, sotto lo scetticismo del ben più consistente Magnussen, poco interessato alle vicende personali del partner, e del frustrato Steiner, che assiste all'ennesimo incidente del francese nella sessione di qualifiche dello stesso Gran Premio. Le telecamere mostrano la scarsa fiducia dello stesso team nei confronti di Grosjean, alle cui spalle vengono persino fatte delle prese in giro. In gara, Magnussen riesce a chiudere in sesta posizione, mentre Grosjean fatica a farsi valere sugli altri piloti, e resta ancora una volta fuori dalla zona punti. Il suo posto in Haas è a rischio: Steiner è infatti convinto che Grosjean sia troppo diligente per poter essere un pilota vincente.

## La prossima generazione
- Titolo originale: The Next Generation

### Trama
I riflettori sono puntati sui talentosi Pierre Gasly (Toro Rosso), designato come sostituto di Ricciardo in Red Bull, e Charles Leclerc (Sauber), che sogna di diventare un giorno pilota per la Ferrari, al fine di onorare la memoria del padre e soprattutto del padrino Jules Bianchi. Il partner del monegasco, Marcus Ericsson, lotta invece per restare in Sauber anche per la stagione ventura, affrontando a volto scoperto le insidie dei pericolosi incidenti della Formula 1. Al Gran Premio di Singapore, i tre sono chiamati a dare il meglio di sé: Leclerc e Gasly rievocano le sfide che contrapposero a lungo i due amici sui kart, mentre Ericsson fatica a raggiungere la zona punti, rimanendone ancora una volta fuori. Inevitabilmente, lo svedese, sfiduciato dal team (nel frattempo arricchitosi del ferrarista Räikkönen per la stagione seguente), manca il rinnovo contrattuale; Leclerc, invece, viene inaspettatamente scelto come nuovo pilota della Ferrari per i futuri cinque anni, divenendo così il secondo pilota più giovane nella storia a sedere su una monoposto del Cavallino.

## Stelle e strisce
- Titolo originale: Stars and Stripes

### Trama
In piena lotta per il quarto posto nella classifica costruttori, la Haas conta di portare a casa un buon risultato nel Gran Premio casalingo degli Stati Uniti, con l'obiettivo di guadagnare più punti della diretta rivale, la Renault. La sfida si accende anche grazie alla rivalità tra Magnussen, deciso a fare un buon piazzamento, ed il tedesco Hülkenberg, alla disillusa ricerca del suo primo podio in carriera: i due da anni si stuzzicano e provocano a vicenda, arrivando addirittura a scontri in pista. Privatosi di Grosjean a causa di un ritiro, Steiner si rimette al talento di Magnussen, che riesce a portarsi in testa sulle due Renault; Hülkenberg, riacquistata la propria posizione, lotta strenuamente contro un problema al motore, e riesce a chiudere avanti rispetto a Magnussen, assicurando al team francese il quarto posto nel campionato costruttori. L'episodio si conclude con una riflessione di Abiteboul, secondo il quale la prova di forza di Hülkenberg è una dimostrazione di quanto meriterebbe di raggiungere il podio.

## Tagliare il traguardo
- Titolo originale: ''Crossing the Line

### Trama
Max Verstappen, furioso per l'incidente causato da Ocon ai suoi danni nel Gran Premio del Brasile, al punto da venire alle mani con il francese, cerca la rivalsa nel Gran Premio di Abu Dhabi, tappa conclusiva della stagione. Anche Ricciardo intende dare una prova di forza, ma il muretto appare sin da subito propenso a favorire l'olandese, aiutandolo a recuperare la posizione sull'australiano al culmine di una rimonta dai bassifondi della classifica, successo che instilla in Horner forti speranze per il futuro. La gara si conclude con le celebrazioni per l'addio alla Formula 1 di Fernando Alonso: il suo posto vacante in casa McLaren viene quindi prontamente preso da Carlos Sainz, successivamente affiancato dal rookie Lando Norris. Al termine della stagione, Steiner rivolge un discorso al proprio team, complimentandosi per il risultato ottenuto dalla squadra, ben oltre le aspettative di una scuderia neonata. Le riprese terminano con rapide sequenze dei giovani piloti che andranno a rendersi protagonisti della ventura stagione di Formula 1.